# 日本统计学会
日本统计学会 (英語： JSS)是一家日本统计学方向的学会。是国际统计学会的会员。

## 历史
成立于1931年，其会员包括研究员，教师和专业各领域的统计学家。发行期刊包括《日本统计学会期刊》 (英语双年版)，《日本统计学会期刊》 (日语双年版)。